# 북한 극초음속 IRBM
북한 극초음속 IRBM은 북한이 개발중인 고체연료 IRBM이다. 공식명칭은 북한이 공개하지 않았다.

## 역사
2024년 1월 14일, 북한 미사일총국은 "지난 14일 오후 극초음속 기동형 조종 전투부를 장착한 중장거리 고체연료 탄도미싸일 시험발사를 진행했다"며 "시험발사는 성공적으로 진행됐다"고 밝혔다고 관영매체 조선중앙통신이 보도했다.
오후 2시55분쯤 평양 일대에서 동해상으로 발사했다.
고각발사시 최고고도 수백 km에 달하는 IRBM과 달리 극초음속 미사일은 최고고도가 30~70 km다.
무기체계 권위자인 권용수(67·해사 34기) 국방대 명예교수는 "한국 합참과 일본 측에서 발표한 비행거리와 최고고도, 비행시간을 종합해 보면 일단 극초음속 미사일 가능성이 높아 보인다"고 분석했다.

## 미사일 방어
북한이 14일 발사한 탄도미사일은 한때 음속의 10배 이상 속도(섭씨 2000도 기준 시속 1만2천350㎞)로 비행한 것으로 파악돼, 북한이 무기 판도를 바꿀 '차세대 게임 체인저' 개발에 한 걸음 가까이 다가선 것 아니냐는 우려가 나온다.
세계적으로 극초음속 미사일은 음속의 5배 이상 속도(시속 6천120km 이상)로 날아갈 수 있고 추적과 요격이 어렵다는 점에서 무기 판도를 바꿀 '게임체인저'로 꼽힌다. 만약 북한이 마하 10 이상의 극초음속 미사일을 개발했다면 한국군이 보유한 패트리엇(PAC)-3로 요격하기는 사실상 불가능하다는 평가다.
이후 조선일보 보도에서 나온 국방부 관계자에 따르면 지난 14일 북이 발사한 극초음속 고체 중거리 탄도탄의 속도가 음속의 14배 이상 속도(시속 17,500km) 및 고도가 최대 100km이상이라고 말했다.